# 三次喫煙
三次喫煙（さんじきつえん）とは、タバコを消した後の残留物から有害物質を吸入することを指す。残留受動喫煙（ざんりゅうじゅどうきつえん）、サードハンドスモーク（third-hand smoke）ともいう。

## 語源
「三次喫煙」(third-hand smoke) という言葉は、ダナ・ファーバー癌研究所によって作りだされた造語であり「二次喫煙」が終わった後の喫煙を指す。喫煙者が自身の肺に吸い込む「一次喫煙」(first-hand smoke) に対して、喫煙者が吐き出した煙や保持するタバコの先から立ち上る煙などが大気を経由して他人に吸入されることが「二次喫煙」(second-hand smoke) である。三次喫煙は、受動喫煙が終わった後も表面上にまだ残る有害物質を吸入することである。

## 潜在的危険性
「二次喫煙」が短い期間でその空間から消えた後も、ニコチンと他の要素は表面を覆って毒素を発し続ける傾向がある。2010年にPNAS誌で発表された調査結果により、車や部屋の内部に残留するタバコのニコチンが、大気中の亜硝酸と反応して発がん物質であるニトロソアミンがつくられることが判明した。長い間喫煙されていた車両の内部を拭くのに使ったセルロース基質の亜硝酸が、一般的な家でみつかる 4-12倍のレベルの濃度であることが示された。喫煙を行った後に 3日間同じ車両で拭くことなく放置していたセルロース基質においても、同じような結果となった。研究した著者によると、確実に換気をして喫煙しても、その空間では三次喫煙による堆積を排除できない。調査により、三次喫煙には放射性崩壊元素ポロニウム210を含む 11の発がん物質がみつかった。小さな子供たちは床に這って洗わずに食べる可能性が高いため、三次喫煙は潜在的に乳児や幼児に危害をひきおこすと考えられている。しかし、現在はまだその危害の実際の大きさは判明していない。

## 一般認識と影響
三次喫煙は比較的新しく発見された概念であり、受動喫煙（二次喫煙）と比較すると一般の認識は低い。2005年に行われた米国居住者 1,500人に対する電話調査では、非喫煙者の 65% と喫煙者の 43% は三次喫煙の潜在的危険性を認めた。ただ、被調査者は「昨日喫煙した部屋の今日の空気が、小さな子供たちの健康を害するか」という内容に同意するかどうかを質問されたのみであり、三次喫煙という言葉自体は質問には出ていない点を留意する必要がある。
数人の米国の裁判官は、特に幼児や胎児がいる状況では三次喫煙の危険性の理論を認めている。一例では、1999年にニューヨークの法廷で、タバコの煙の残留物（三次喫煙）を取り除くためにアパートの清掃を余儀なくされた被告が敷金の返却を拒否したという件があった。判決では、広範囲な清掃は必要がないという原告の言い分を否定して、残留物が悪臭と建物を使うかもしれない他の人への健康面のリスクをつくるとした。他の例では、ラマー大学で喫煙者の職員が妊娠した同僚に対して、三次喫煙により胎児に健康問題を引き起こしていたとして、嫌煙家グループが大学内の他のオフィスに喫煙者の職員を転勤するよう要求した。
2011年10月、ルイジアナ州アレクサンドリアのある病院では三次喫煙が2012年7月から禁止されることが決まり、煙のにおいがした従業員は働くことが許されなくなった。それは、三次喫煙は幼児の発育過程の脳に危害をもたらすという説があるため、ルール上禁止となった。
2017年7月より奈良県生駒市役所では、喫煙後45分間はエレベーターに乗れないという規則ができた。